# Myioborus flavivertex
Myioborus flavivertex е вид птица от семейство Parulidae.

## Разпространение
Видът е разпространен в Колумбия.